# Okeanide
Okeaniderne var i græsk mytologi de 3000 døtre af titanerne Okeanos og Thetys. De regnedes blandt nymferne og var skytsguder for floder, kilder og have.
Den græske forfatter Hesiod har i sit værk Theogonien en liste over Okeaniderne.

## Eksterne links
- Wikimedia Commons har flere filer relateret til Okeanide
- Okeanider i Salmonsens Konversationsleksikon (2. udgave, 1924)